# 시즈오카 철도
시즈오카 철도 주식회사(일본어: 静岡鉄道 株式会社)는 일본 시즈오카현에 철도 노선을 보유하는 철도 회사이다. 시즈테츠 그룹에 속한다. 약칭은 시즈테츠(일본어: 静鉄)이다.

## 보유 철도 노선
- 시즈오카시미즈 선(신시즈오카 ~ 신시미즈)
- 니혼다이라 로프웨이(삭도)

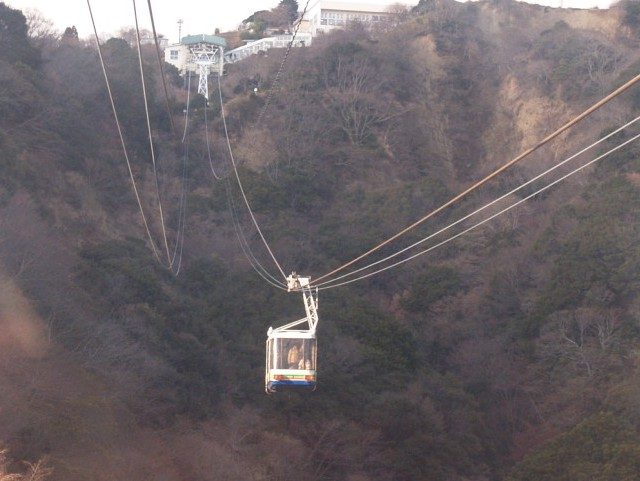
니혼다이라 로프웨이

## 보유 철도 차량
1000계: 시즈오카시미즈 선

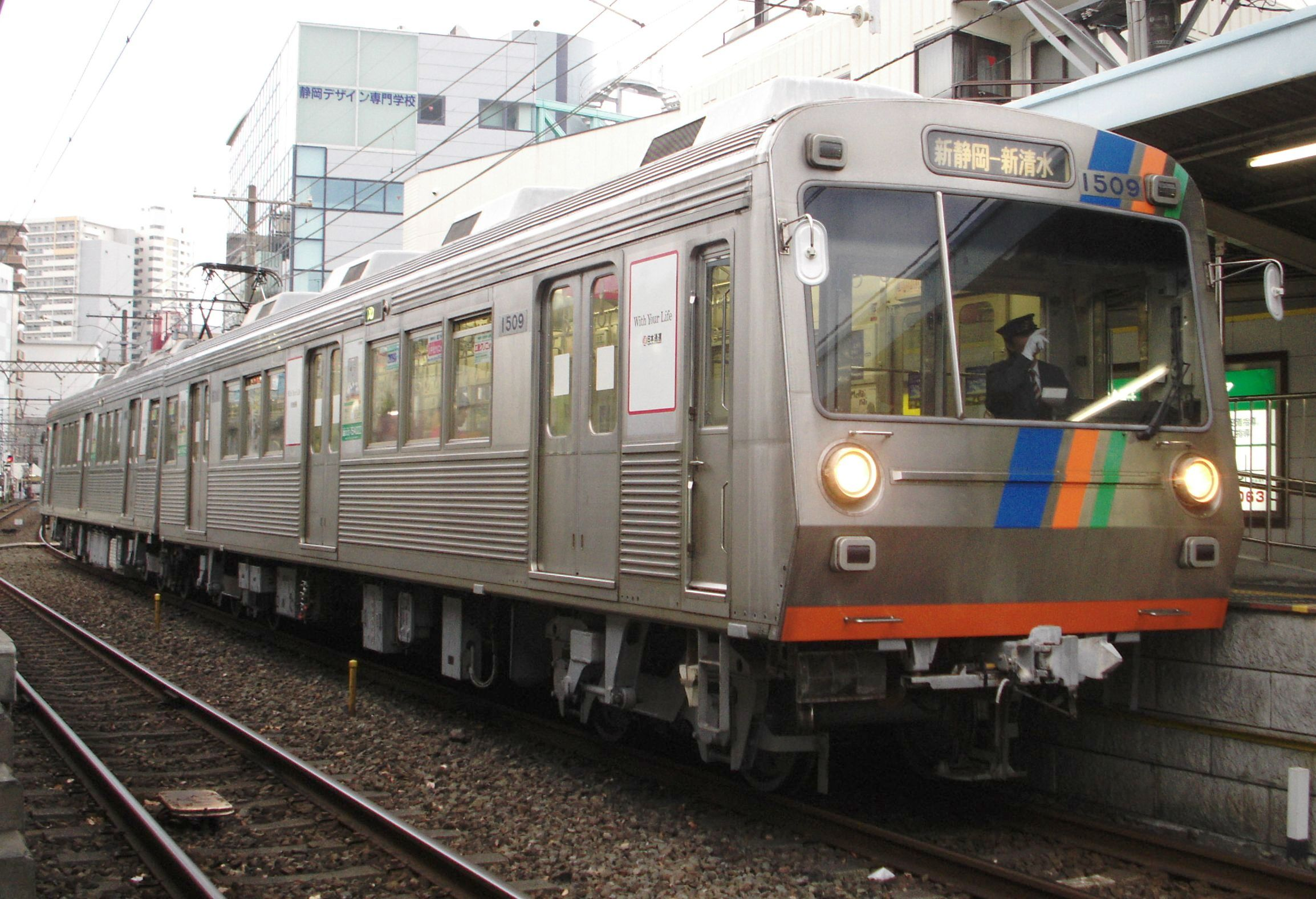
1000계

A3000계